# Островани
Островани (слч. Ostrovany) насељено је мјесто са административним статусом сеоске општине (слч. obec) у округу Сабинов, у Прешовском крају, Словачка Република.

## Становништво
| Година:    | 1994. | 2004.    | 2014.    | 2024.    |
| ---------- | ----- | -------- | -------- | -------- |
| Број људи: | 1229  | 1620     | 1975     | 2511     |
| Разлика:   |       | +31,81 % | +21,91 % | +27,13 % |

| Година:    | 2023. | 2024.   |
| ---------- | ----- | ------- |
| Број људи: | 2462  | 2511    |
| Разлика:   |       | +1,99 % |

Према подацима о броју становника из 2011. године насеље је имало 1.834 становника.